# Robert Juza
Robert Juza (* 8. Dezember 1904 in Sankt Joachimsthal; † 9. Juni 1996 in Kiel) war ein deutscher Chemiker und Hochschullehrer.

## Leben
Nach seinem Abitur am Humanistischen Gymnasium in Prag, studierte Juza von 1924 bis 1928 Chemie an der Deutschen Technischen Hochschule in Prag und an der Technischen Hochschule Hannover, wo er 1927 eine Stelle als Assistent erhielt. 1928 wurde er an der Prager Technischen Hochschule zum Dr. rer. nat. promoviert. 1934 wechselte er als Assistent an die Technische Hochschule in Danzig und erhielt dort einen Lehrauftrag für Analytische und spezielle Anorganische Chemie. 1936 folgte die Habilitation. 1937 wurde er Dozent, 1942 außerordentlicher Professor an der Universität Heidelberg, 1952 ordentlicher Professor für Anorganische und Analytische Chemie sowie Prodekan und Dekan an der Christian-Albrechts-Universität Kiel. Wissenschaftlich befasste er sich unter anderem mit Untersuchungen zu Metallamiden und Metallnitriden.
In der Zeit bis zur Emeritierung von Juza (1971) habilitierten sich bei ihm vier Mitarbeiter, die alle auf Lehrstühle einen Ruf bekamen (Heinrich Puff, Universität Bonn; Hans Uwe Schuster, Universität Köln; Hinrich Seidel, Technische Hochschule Hannover; Herbert Jacobs, Technische Hochschule Aachen).